# Aeropuerto Internacional Gregorio Luperón
El Aeropuerto Internacional General Gregorio Luperón es un aeropuerto internacional ubicado en la Provincia de Puerto Plata y que también es una de los aeropuertos principales de turismo de la República Dominicana. Es el cuarto aeropuerto más transitado del país por tráfico de pasajeros y movimientos de aeronaves, después de los aeropuertos Punta Cana, Las Américas, y Cibao. y es el tercero en tamaño y capacidad de pasajeros. teniendo la capacidad de operar hasta 2 millones de pasajeros al año.
El aeropuerto lleva el nombre de Gregorio Luperón, un líder militar dominicano. 
Se encuentra ubicado a unos 15 minutos de la ciudad San Felipe de Puerto Plata, a 10 minutos de Sosúa y aproximadamente 25 minutos de Cabarete
Caracteristicas
Este aeropuerto tiene la capacidad para operar a todas las aeronaves existentes, incluyendo Boeing 747 y airbus A380
Tiene capacidad para 10 aeronaves comerciales, de los cuales 7 posiciones son puentes de abordaje.
Largo de pista es de 3085 metros.
Posee 2 calles de rodaje o taxyway las cuales conectan con puntos intermedios con la pista principal.

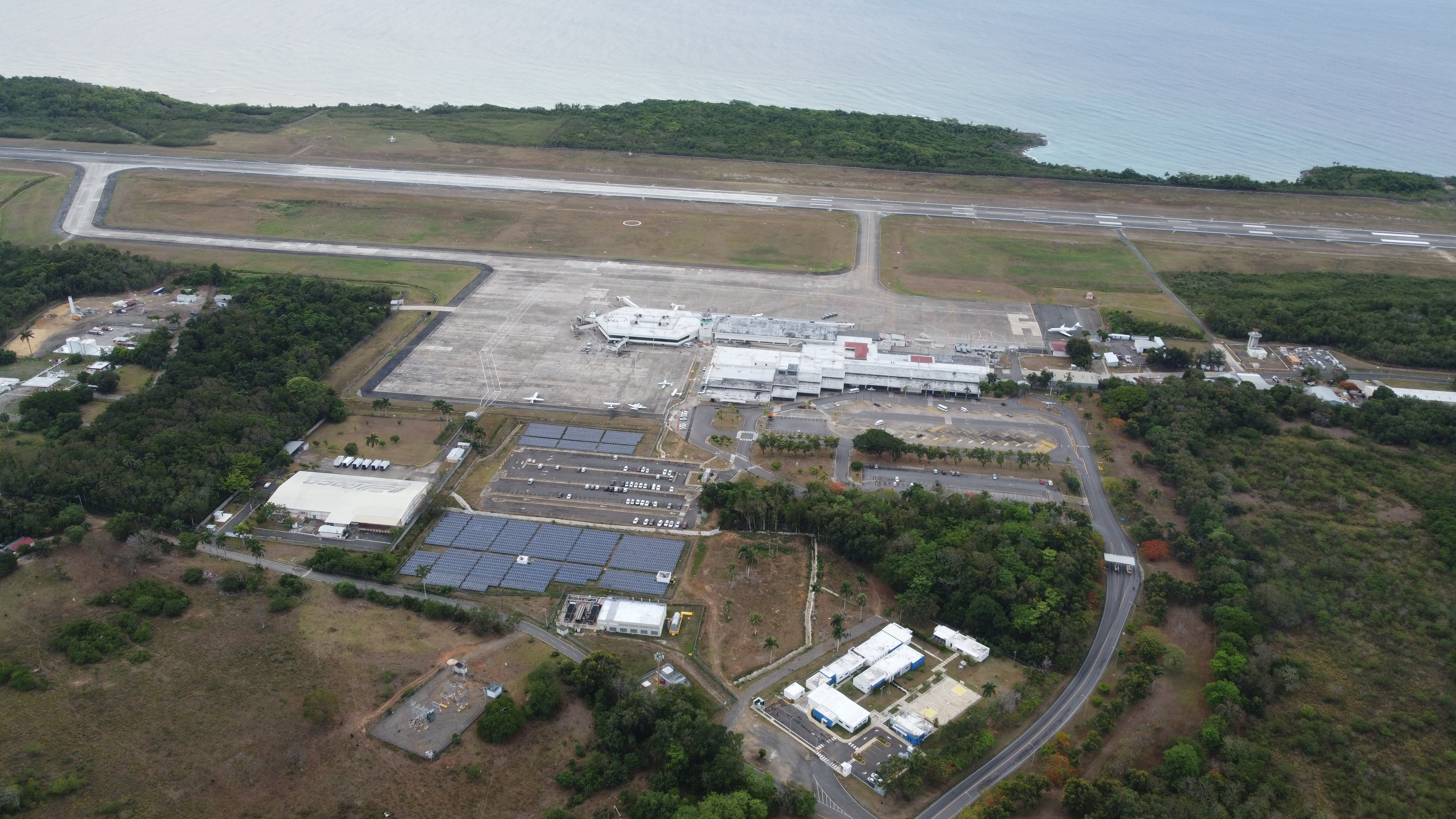

Su aproximación principal es la 08.

## Facilidades y Servicios
- 2 Salones VIP
- Pantallas de información de vuelos
- Servicios de telefonía pública
- Servicios de protección de equipaje
- Tiendas de venta al detalle
- Tiendas de zona franca
- Restaurantes y comida rápida
- Baños familiares y para personas con discapacidad
- Carritos gratuitos para equipaje
- Transporte terrestre
- Cajeros automáticos
- Servicios de cambio
- Oficina postal.

### Destinos internacionales
| Canadá                       |                                                        |                                                             |
| Charlottetown                | Aeropuerto de Charlottetown                            | Sunwing Airlines (Estacional)                               |
| Halifax                      | Aeropuerto Internacional de Halifax-Stanfield          | Air Transat (Estacional)                                    |
| Hamilton                     | Aeropuerto Internacional de Hamilton-Munro             | Air Transat (Estacional)                                    |
| Montreal                     | Aeropuerto Internacional Pierre Elliott Trudeau        | Air Canada Rouge / Air Transat / Sunwing Airlines           |
| Ottawa                       | Aeropuerto Internacional de Ottawa                     | Air Transat (Estacional) / Sunwing Airlines (Estacional)    |
| Quebec                       | Aeropuerto Internacional Jean-Lesage de Quebec         | Air Transat (Estacional)                                    |
| Toronto                      | Aeropuerto Internacional Toronto Pearson               | Air Canada Rouge / Air Transat / Sunwing Airlines / WestJet |
| Estados Unidos               |                                                        |                                                             |
| Atlanta                      | Aeropuerto Internacional Hartsfield-Jackson            | Delta Air Lines                                             |
| Boston                       | Aeropuerto Internacional Logan                         | JetBlue Airways (Estacional)                                |
| Charlotte                    | Aeropuerto Internacional de Charlotte-Douglas          | American Airlines (Estacional)                              |
| Miami                        | Aeropuerto Internacional de Miami                      | American Airlines / World Atlantic Airlines (Chárter)       |
| Newark                       | Aeropuerto Internacional Libertad de Newark            | United Airlines                                             |
| Nueva York                   | Aeropuerto Internacional John F. Kennedy               | JetBlue Airways                                             |
| Pittsburgh                   | Aeropuerto Internacional de Pittsburgh                 | Apple Vacations (Chárter Estacional)                        |
| Centroamérica y el El Caribe |                                                        |                                                             |
| Islas Turcas y Caicos        |                                                        |                                                             |
| Providenciales               | Aeropuerto Internacional de Providenciales             | InterCaribbean Airways                                      |
| Panamá                       |                                                        |                                                             |
| Ciudad de Panamá             | Aeropuerto Internacional de Tocumen                    | Copa Airlines (Inicia 13 de enero del 2026)                 |
| Puerto Rico                  |                                                        |                                                             |
| San Juan                     | Aeropuerto Internacional Luis Muñoz Marin              | Frontier Airlines                                           |
| Europa                       |                                                        |                                                             |
| Alemania                     |                                                        |                                                             |
| Düsseldorf                   | Aeropuerto Internacional de Düsseldorf                 | Eurowings (Estacional)                                      |
| Fráncfort                    | Aeropuerto de Fráncfort del Meno                       | Cóndor (Estacional)                                         |
| Múnich                       | Aeropuerto Internacional de Múnich-Franz Josef Strauss | Cóndor (Estacional) / Eurowings (Estacional)                |
| Dinamarca                    |                                                        |                                                             |
| Copenhague                   | Aeropuerto de Copenhague-Kastrup                       | TUIfly Nordic (Chárter Estacional)                          |
| Finlandia                    |                                                        |                                                             |
| Helsinki                     | Aeropuerto de Helsinki-Vantaa                          | Finnair (Estacional)                                        |
| Francia                      |                                                        |                                                             |
| París                        | Aeropuerto de París-Charles de Gaulle                  | XL Airways France (Chárter Estacional)                      |
| Países Bajos                 |                                                        |                                                             |
| Ámsterdam                    | Aeropuerto de Ámsterdam-Schiphol                       | TUI Airlines Nederland                                      |
| Polonia                      |                                                        |                                                             |
| Varsovia                     | Aeropuerto de Varsovia-Chopin                          | LOT Polish Airlines (Chárter Estacional)                    |
| Rusia                        |                                                        |                                                             |
| Moscú                        | Aeropuerto Internacional de Moscú-Sheremétievo         | Nordwind Airlines (Chárter)                                 |
| Suecia                       |                                                        |                                                             |
| Estocolmo                    | Aeropuerto de Estocolmo-Arlanda                        | TUIfly Nordic (Chárter Estacional)                          |

## Datos del campo de aviación
- Categoría 8 del fuego
- Servicios de emergencia: Rescate y fuego
- Ayudas navegacionales: VOR-DME, NDB, PAPI
- Mantenimiento de avión: Limitado disponible
- Cauce 1: Dirigir 8/26, los 3,081m (el 10,108ft), 75000, gato de ICAO. 4E, máximo del tamaño del avión: B747.300 B777-200, A330, A340, encendiéndose: Luces, pista de rodaje y plataforma de la frontera.

### Instalaciones del pasajero
- 10 puertas, 7 de ellas con Puentes de Abordajes
- 3 correas de la demanda del bagaje
- 160 espacios a corto plazo del estacionamiento
- 160 espacios a largo plazo del estacionamiento